# Das süße Mädel (Film)
Das süße Mädel, in Österreich Das süße Wienermädel, ist ein Film des Regisseurs Manfred Noa aus dem Jahre 1926. Er basiert auf der gleichnamigen Operette Das süße Mädel von Heinrich Reinhardt (1865–1922). Deren Librettist Leo Stein zeichnete auch für das Drehbuch mitverantwortlich.

## Hintergrund
Die Fotografie besorgte Otto Kanturek. Die Filmbauten errichteten Hermann Warm und Gustav A. Knauer. Das Drehbuch nach dem Libretto von Leo Stein verfassten Joseph Than und Ludwig von Wohl zusammen mit dem Librettisten.
Der schwedische Schauspieler Nils Ashter spielte den Sohn des Prinzen.
Der Film war eine Produktion der Noa-Film GmbH. Berlin, Manfred Noas eigener, 1926 gegründeter Firma, und lag am 17. September 1926 der Reichsfilmzensur vor. Die Uraufführung in Berlin war am 8. Oktober 1926. In Österreich hieß der Film Das süße Wienermädel. Den Verleih für Deutschland übernahm die Süd-Film A.G.
In Schweden kam der Film unter dem Titel Kabaretprinsessan am 20. September 1930 in die Kinos.
Eine Erklärung zum Filmtitel: “The title, Süßes Mädel, was a fin de siecle Viennese term for a certain type of sweet, lower class girl who associated with the upper classes without much hope of marriage.”
Ein Programmheft zu dem Film hat sich im Bundesarchiv (Archivaliensignatur: BArch, FILMSG 1/16363) erhalten.

## Trivia
Der Regisseur Manfred Noa hat in diesem Film einen Cameo-Auftritt als Tänzer.
Im oberschlesischen Bytom (Beuthen) bot die bekannte Sängerin Martha Cassier 'melodious inserts' zur Aufführung von Das süße Mädel live im Kino dar.